# 위태웅
위태웅(魏太雄, 1993년 12월 28일 ~ )은 대한민국의 바둑 기사이다.

## 약력
서울 출신으로 양천대일도장에서 바둑을 배웠다. 두터운 실리형으로 제6회 전국어린이아마바둑 최고위전에서 우승을 차지했으며, 제3회 BC카드배 통합예선에 진출했다. 2012년 동아팜텍배 오픈신인왕전 예선과 2013년 내셔널바둑리그에 강원도팀 주니어로 참가했다. 제35회 세계아마바둑선수권 한국대표 출전했으며 제2회 몽백합배 세계 바둑 오픈전에서 64강에 올랐다.
2016년 2월, 제137회 입단대회를 통해 입단했으며 제1회 신아오배 세계바둑오픈에 본선 64강에 진출했다. 2017년 2단 승단에 이어 제36회 KBS바둑왕전 본선에서 48강에 올랐다. 2023년에 6단으로 승단했다.